# Monique Drilhon
Monique Drilhon épouse Dubreuilh (née le 16 décembre 1922 à Bordeaux et morte le 11 décembre 2019 à Gradignan) est une athlète française, spécialiste des épreuves de sprint.

## Biographie
Sélectionnée pour les Championnats d'Europe de 1946, à Oslo, Monique Drilhon remporte la médaille d'argent du relais 4 × 100 m aux côtés de Léa Caurla, Anne-Marie Colchen et Claire Brésolles. L'équipe de France, qui établit un nouveau record de France en 48 s 5, s'incline face au relais des Pays-Bas.

## Palmarès
- 2 sélections en Équipe de France A

Championnats de France Élite :
- - Championne de France du 100 m en 1943 à Reims.
- - Championne de France du 200 m en 1943 à Reims.

| Date | Compétition           | Lieu | Résultat | Épreuve          |
| ---- | --------------------- | ---- | -------- | ---------------- |
| 1946 | Championnats d'Europe | Oslo | 2e       | Relais 4 × 100 m |

## Records
| Épreuve | Performance | Lieu | Date |
| ------- | ----------- | ---- | ---- |
| 100 m   | 12 s 9      |      | 1946 |
| 200 m   | 26 s 5      |      | 1946 |